# ヤマテン
株式会社ヤマテン（英称：Yamaten Inc.）は、日本初の山岳気象を専門とする気象予報サービス会社であり、気象業務法第17条第1項の許可を得た予報業務許可事業者である。

## 概要
2011年に猪熊隆之が設立。日本初の山岳専門の気象予報サービス会社となる。
提供するサービスは、旅行会社や学校登山、山小屋、登山ガイド、アウトドア・ガイド、山岳交通機関といった山岳関連機関がその関係者や参加者/顧客の安全を守る為、または遠征隊、登山隊、TV/映画など撮影隊のリスク軽減/目的達成の為の気象情報提供やアドバイス等の法人向けサービスと、一般登山者向けの有料会員制サービス「山の天気予報」などがある。